# Еріх Шоєрманн
Еріх Шоєрманн (нім. Erich Scheuermann; 4 березня 1888, Мюнхен — 6 грудня 1957, Зефельд) — німецький інженер, генерал-інженер люфтваффе (1 серпня 1939).

## Біографія
Син художника Людвіга Шоєрманна. 6 вересня 1913 року отримав ліцензію пілота. В березні 1914 року налітав 7.5 годив в рамках Національного авіаційного пожертвування. 2 серпня 1914 року вступив в 16-й авіаційний дивізіон, потім був переведений у Центральну приймальну комісію в Берліні. 30 квітня 1917 року звільнений у відставку і наступного дня став оперативним і технічним директором BMW з конструювання літаків. З 1 квітня 1919 року — директор металургійного заводу. Влітку 1921 року став партнером авіабудівної компанії Udet Flugzeugbau, заснованої його другом Ернстом Удетом, з 1 жовтня 1922 по 1 березня 1926 року — технічний директор компанії.  З 1 лютого 1927 року працював в Імперському міністерстві транспорту. 15 квітня 1934 року перейшов в люфтваффе. З 1 квітня 1936 року — головний інженер 5-ї повітряної області, з 1 квітня 1938 року — 3-ї авіаційної групи, з 1 лютого 1939 року — 3-го повітряного флоту. 31 січня 1945 року звільнений у відставку.

## Нагороди
- Нагрудний знак пілота (Баварія)
- Залізний хрест 2-го і 1-го класу
- Орден «За військові заслуги» (Баварія) 4-го класу з мечами
- Нагрудний знак «За поранення» в чорному
- Почесний хрест ветерана війни з мечами
- Медаль «За вислугу років у Вермахті» 4-го класу (4 роки)
- Застібка до Залізного хреста 2-го класу
- Медаль «За вислугу років у НСДАП» в бронзі (10 років)